# Vultee BT-13 Valiant
O Vultee BT-13 Valiant foi um avião de treinamento americano da época da Segunda Guerra Mundial, para treinamento básico (uma categoria entre primário e avançado), construído pela Vultee Aircraft para o Corpo Aéreo do Exército dos Estados Unidos e posteriormente para as Forças Aéreas do Exército dos Estados Unidos. Uma variante subsequente do BT-13 em serviço no USAAC/USAAF foi conhecido como BT-15 Valiant, enquanto que uma versão idêntica para a Marinha dos Estados Unidos era conhecida como SNV, utilizada para treinar aviadores navais para a Marinha e seus serviços irmãos, o Corpo de Fuzileiros Navais dos Estados Unidos e a Guarda Costeira dos Estados Unidos.

## Projeto e desenvolvimento
O BT-13 foi o treinador básico voado pela maior parte de pilotos americanos durante a Segunda Guerra Mundial. Foi utilizado na segunda fase de um programa de treinamento de três fases para pilotos. Após o treinamento primário no PT-13, PT-17 ou PT-19, o piloto-aluno passava para o mais complexo Vultee para treinamento continuado. O BT-13 tinha um motor mais potente e era mais rápido e pesado que o treinador primário. Requerida o uso de rádio de comunicação bilateral com o solo, além de operar flaps e uma hélice de passo variável Hamilton Standard com duas posições. Ele, entretanto, não possuía trem de pouso retrátil nem sistema hidráulico. Os flaps eram operados por um sistema de cabos e roldanas. Seus pilotos o apelidaram de "Vibrador Vultee". 
Devido à demanda desta aeronave e outras que utilizavam o mesmo motor Pratt & Whitney, alguns foram equipados com motores Wright de tamanho e potência similares em 1941-42. As aeronaves equipadas com motor Wright foram designadas BT-15.  
A Marinha dos Estados Unidos adotou o modelo com motor P&W como seu principal treinador básico, designando-o SNV. A produção do BT-13 foi maior do que todos os outros treinadores básicos (BT) produzidos.
Em 1938, o engenheiro chefe da Vultee, Richard Palmer, começou a projetar um caça monomotor. Na época, o Corpo Aéreo do Exército dos Estados Unidos havia emitido um pedido de um treinador avançado, com a promessa de um grande pedido se fosse selecionado. Palmer adaptou seu conceito de caça para um treinador avançado, resultando no protótipo V-51.

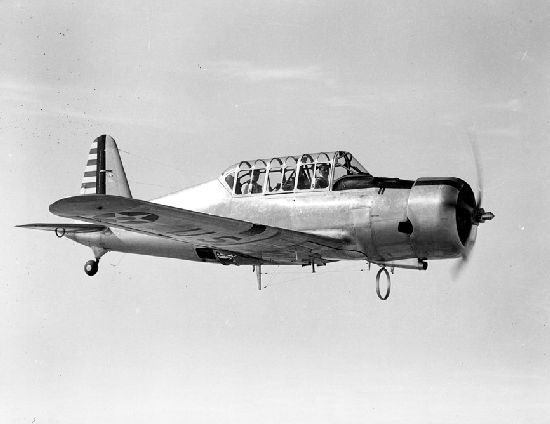
Protótipo Vultee BC-3 em voo

O protótipo voou em 24 de março de 1939 como um monoplano cantilever de asa baixa e construção de metal, com superfícies de comando cobertas com tela. Utilizava um motor radial Pratt & Whitney R-1340-S3H1-G Wasp de 600 hp (447 kW), com uma hélice de metal de passo variável com duas pás. Possuía uma cabine de pilotagem fechada para o instrutor e para o aluno, com tanques de combustível integrais na asa e um sistema hidráulico para operar os flaps e o trem de pouso retrátil.
O V-51 entrou na competição do USAAC como BC-51 em maio de 1939. O USAAC entretanto escolheu o North American BC-2, mas também adquiriu o protótipo do BC-51 para mais estudos, designando-o BC-3. Palmer então refinou seu projeto, resultando no VF-54, com o alvo de vender o treinador para outros países. Este utilizava a mesma estrutura básica do VF-51, mas equipado com um motor menos potente. Entretanto, não houve pedidos de exportação desta proposta.
O V-54 foi ainda mais refinado, resultando no VF-54A, com um trem de pouso fixo carenado, flaps manualmente operados e com um motor Pratt & Whitney R-985-T3B Wasp Jr. de 450 hp (336 kW). Foi oferecido ao USAAC neste formado e, em agosto de 1939, o modelo foi pedido como BT-13. O pedido inicial foi de 300 aeronaves com o motor Pratt & Whitney R-985-25. A primeira aeronave foi entregue ao USAAC em junho de 1940.

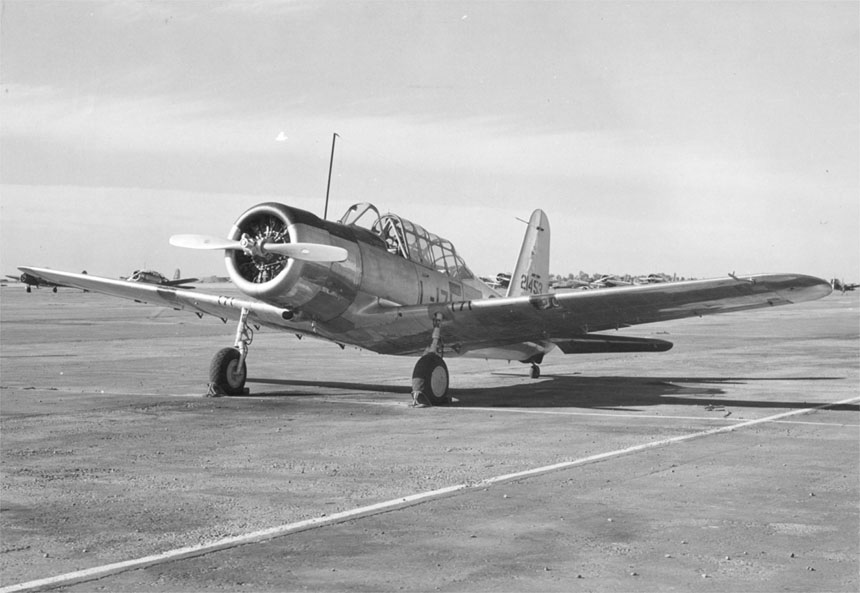
Vultee BT-13 na pista em Minter Field, Califórnia, 1 de março de 1943

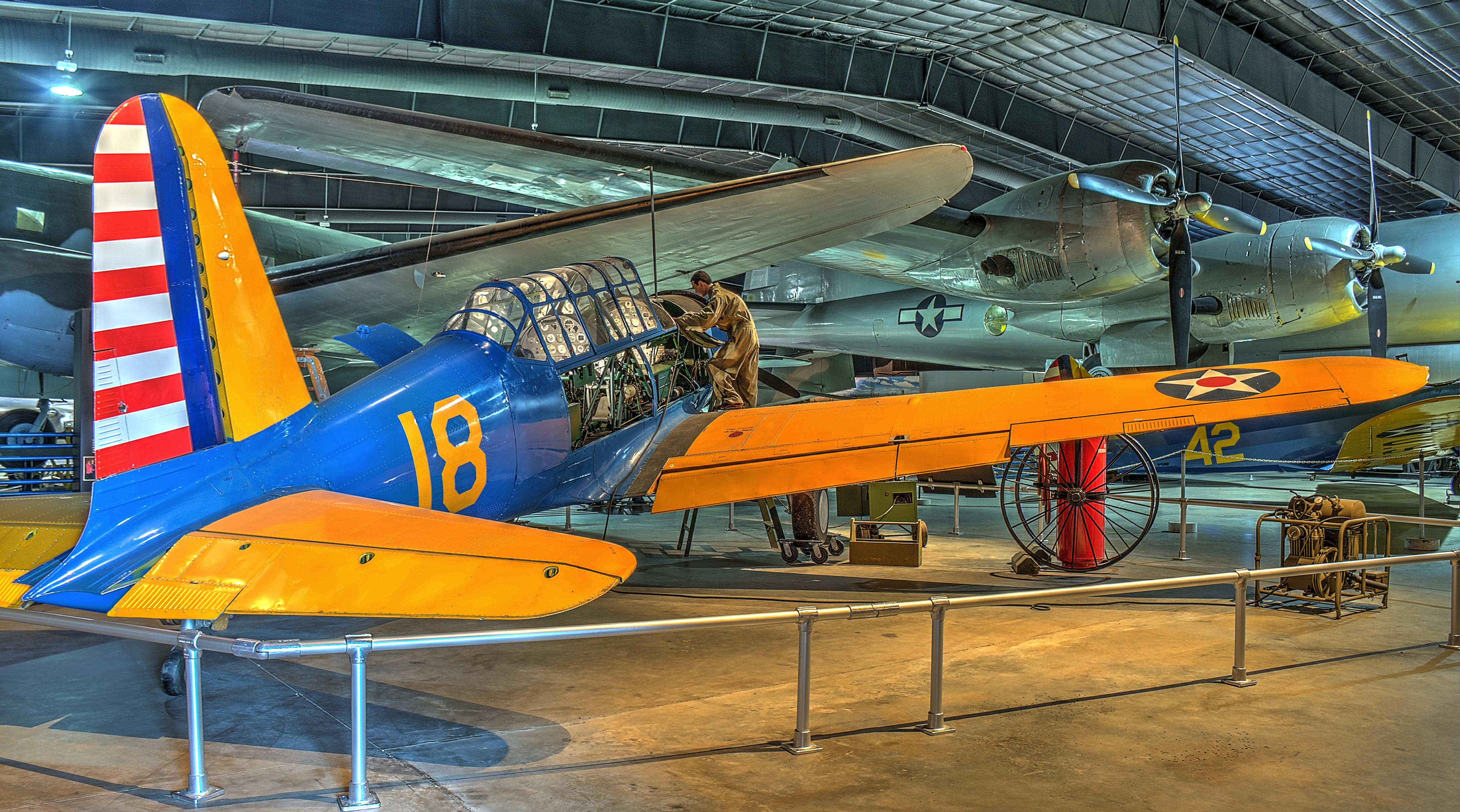
Vultee BT-13 Valiant no Museu de Aviação na Base aérea Robins, Georgia

O BT-13A foi produzido em um número de 7.037 unidades e tinha apenas a diferença da substituição por um motor Pratt & Whitney R-985-AN-1 a remoção das carenagens do trem de pouso. 1.125 unidades designadas BT-13B foram então produzidas, diferenciando-se do modelo "A" pela substituição do sistema elétrico de 12v por um de 24v.
Devido à uma grande demanda pelo motor R-985, um total de 1.263 unidades foram produzidas utilizando o motor Wright R-975-11 de igual potência. Foram aceitos no USAAC como BT-15. 
A Marinha dos Estados Unidos também comprou 1.150 BT-13A sob a designação SNV-1. Também adquiriu outras 650 unidades designadas SNV-2, baseado no BT-13B.
Uma vez em serviço, a aeronave logo foi apelidada de "Vibrador". Existem várias explicações para este apelido. 1: pelo fato de ter a tendência de chacoalhar violentamente ao se aproximar da velocidade de estol. 2: durante manobras específicas o canopy vibrava. 3: na decolagem, as janelas da aeronave vibravam enquanto em solo. 4: A hélice de duas posições tinham uma irritante vibração em alto "pitch". O BT-13 serviu bem em seu propósito. Ele e seus sucessores não perdoavam tantos erros, mas eram extremamente ágeis. Desta forma, o BT-13 tornou-se uma boa aeronave para ajudar na transição de muitas centenas de pilotos para os treinadores avançados e caças a serem domados. O BT-13 tinha outras falhas. A cauda era presa por apenas três parafusos e após várias falhas em voo, a Marinha restringiu a aeronave de fazer manobras acrobáticas e violentas. A Marinha declarou o SNV obsoleto em maio de 1945 e o substituiu na tarefa com o SNJ (T-6). O Exército dos Estados Unidos também substituiu o BT-13 com o AT-6 antes do fim da guerra.
Após a Segunda Guerra Mundial, praticamente todos foram vendidos como sobras por poucas centenas de dólares cada. Muitos foram comprados apenas para obter seus motores, que eram montados em biplanos (tais como o Stearman) para substituir seus motores menos potentes e usá-los em voos agrícolas. As estruturas do BT foram então sucateadas. Vários outros foram modificados para uso como aeronave civil. Hoje, alguns "BTs" (coletivamente, BT-13, BT-15 e SNVs) ainda voam, apesar de estarem em números muito limitados. 

## Variantes

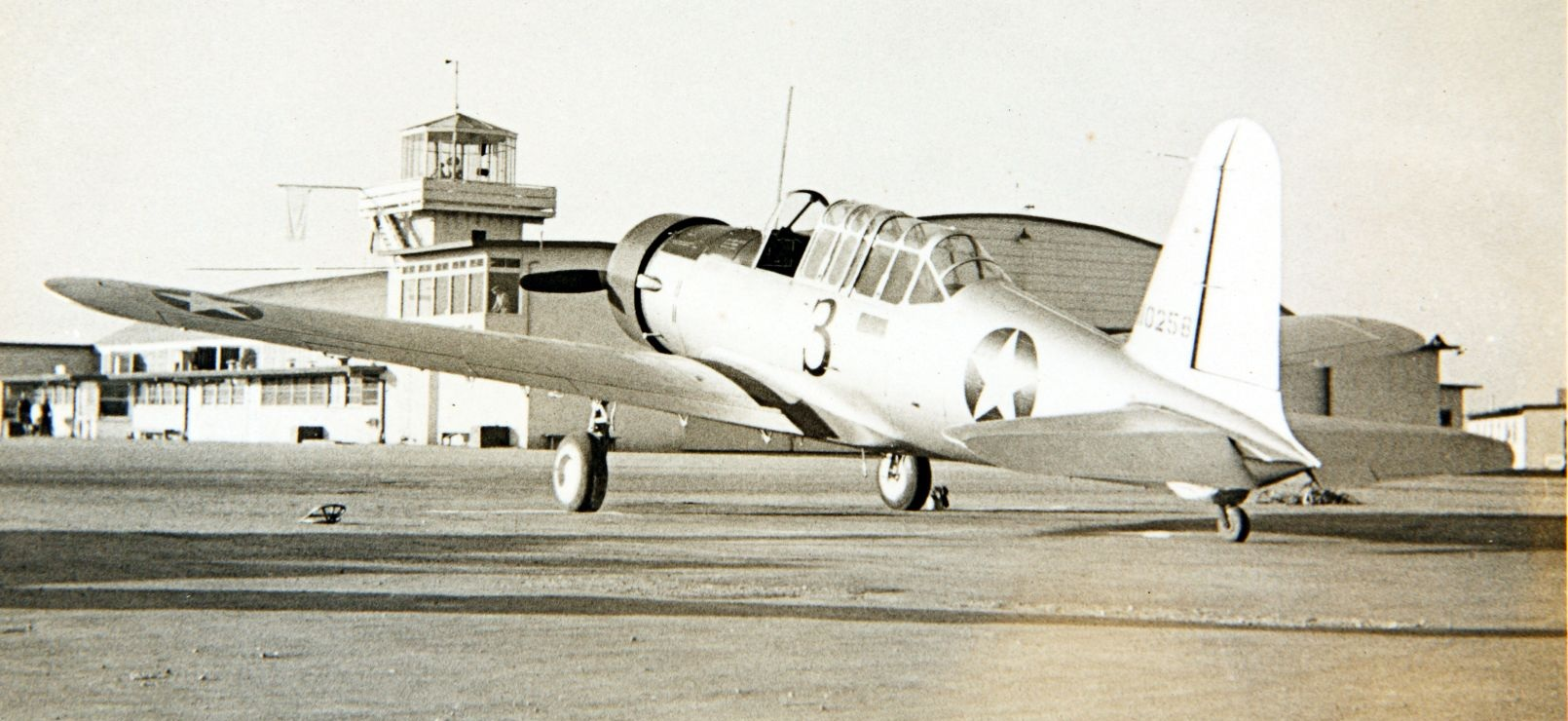
BT-15

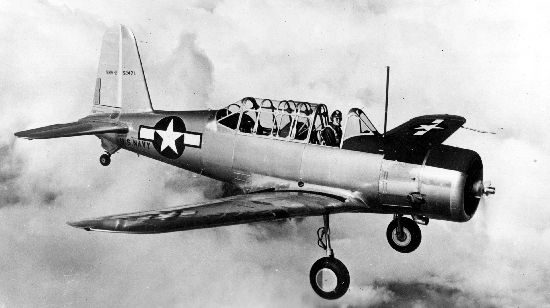
SNV-2

BC-3
Vultee Model V.51 com trem de pouso retrátil e um motor P&W R-1340-45 de 600 hp. Uma aeronave construída.
BT-13
Vultee Model V.54 com trem de pouso fixo e um motor P&W R-985-25 de 450 hp. 300 aeronaves construídas.
BT-13A
Como o BT-13, mas equipado com um motor R-985-AN-1 de 450 hp e outras pequenas mudanças. 6.407 aeronaves construídas, com os sobreviventes redesignados T-13A em 1948.
BT-13B
COmo o BT-13A mas com um sistema elétrico de 24v. 1.125 aeronaves construídas.
BT-15
Como o BT-13A, com um motor Wright R-975-11 de 450 hp. 1.693 aeronaves construídas.
XBT-16
Um BT-13A foi reconstruído em 1942 por Vidal com uma fuselagem inteira de plástico.
SNV-1
BT-13As para a Marinha dos Estados Unidos. 1.350 transferidos do USAAC.
SNV-2
BT-13Bs para a Marinha dos Estados Unidos. 650 transferidos do USAAC.
T-13A
BT-13As sobreviventes, redesignados em 1948 devido a alocação em duplicidade do T-13 com o PT-13.

## Operadores
Argentina
- Força Aérea Argentina[7]
- Armada Argentina[7]

 Bolívia
- Força Aérea Boliviana (37 BT-13 entre 1942 e 1958)[7]

 Brasil
- Força Aérea Brasileira (120 BT-15s)[7]

 Chile
- Força Aérea Chilena[7]

 China
 Colômbia
- Força Aérea Colombiana (14 BT-15s)[7]

 Cuba
- Força Aérea Cubana

 Equador
- Força Aérea Equatoriana

 Egito
 El Salvador
- Força Aérea de El Salvador[7]

 Estados Unidos
- Força Aérea dos Estados Unidos
- Forças Aéreas do Exército dos Estados Unidos
- Marinha dos Estados Unidos

 Filipinas
 França
- Exército do Ar e do Espaço[9]

 Guatemala
- Força Aérea Guatemala[7]

 Haiti
- Força Aérea Haitiana[7]

 Honduras
- Força Aérea de Honduras[7]

 Indonésia
- Força Aérea da Indonésia[8]

 Israel
- Força Aérea Israelense[8]

 México
 Nicarágua
- Força Aérea da Nicarágua[7]

 Panamá
 Paraguai
- Força Aérea Paraguaia 10 BT-13A recebidos em 1942–1943. Dois BT-13 comprados na Argentina em 1947.
- Aviação Naval Paraguaia Três BT-13 doados pela Argentina na década de 1960.

 Peru
- Força Aérea Peruana[7]

 República Dominicana
- Força Aérea Dominicana[7]

 Taiwan
 União Soviética
- Força Aérea Soviética

 Venezuela
- Força Aérea Venezuelana[7]
- Centro de Instruccion Aeronautica Civil